# Meet the Beatles!
Meet the Beatles! là album phòng thu thứ hai của The Beatles được phát hành tại Mỹ vào ngày 20 tháng 1 năm 1964. Đây là album đầu tiên của nhóm dưới nhãn đĩa Capitol Records với cả định dạng mono lẫn stereo. Album xuất hiện tại Billboard 200 vào ngày 15 tháng 2 và bất ngờ có được vị trí quán quân suốt 11 tuần liên tiếp cho tới khi bị thay thế bởi The Beatles' Second Album. Đây cũng là lần đầu tiên một nghệ sĩ có liên tiếp 2 album thay nhau đứng quán quân tại Mỹ. Phần bìa album là bức hình chụp ban nhạc bởi Robert Freeman, vốn từng được sử dụng cho album With the Beatles tại Anh, tuy nhiên có bổ sung màu xanh và đồng vào phần nhan đề album.

## Danh sách ca khúc
Tất cả các ca khúc đều được viết và biên soạn bởi Lennon-McCartney, các sáng tác khác được ghi chú bên.
| Mặt A | Mặt A                      | Mặt A                         | Mặt A      |
| STT   | Nhan đề                    | Hát chính                     | Thời lượng |
| ----- | -------------------------- | ----------------------------- | ---------- |
| 1.    | "I Want to Hold Your Hand" | Lennon và McCartney           | 2:24       |
| 2.    | "I Saw Her Standing There" | McCartney                     | 2:50       |
| 3.    | "This Boy"                 | Lennon, McCartney và Harrison | 2:11       |
| 4.    | "It Won't Be Long"         | Lennon                        | 2:11       |
| 5.    | "All I've Got to Do"       | Lennon                        | 2:05       |
| 6.    | "All My Loving"            | McCartney                     | 2:04       |

| Mặt B | Mặt B                                   | Mặt B     | Mặt B      |
| STT   | Nhan đề                                 | Hát chính | Thời lượng |
| ----- | --------------------------------------- | --------- | ---------- |
| 1.    | "Don't Bother Me" (George Harrison)     | Harrison  | 2:28       |
| 2.    | "Little Child"                          | Lennon    | 1:46       |
| 3.    | "Till There Was You" (Meredith Willson) | McCartney | 2:12       |
| 4.    | "Hold Me Tight"                         | McCartney | 2:30       |
| 5.    | "I Wanna Be Your Man"                   | Starr     | 1:59       |
| 6.    | "Not A Second Time"                     | Lennon    | 2:03       |

## Thành phần tham gia sản xuất
- John Lennon – hát, guitar nền, harmonica, organ trong"I Wanna Be Your Man".
- Paul McCartney – hát, bass, piano trong"Little Child".
- George Harrison – hát, lead guitar.
- Ringo Starr – hát, trống, định âm.
- George Martin – piano trong"Not A Second Time".

## Chứng chỉ
| Quốc gia                                  | Chứng nhận  | Số đơn vị/doanh số chứng nhận |
| ----------------------------------------- | ----------- | ----------------------------- |
| Canada (Music Canada)                     | Bạch kim    | 100.000^                      |
| Hoa Kỳ (RIAA)                             | 5× Bạch kim | 5.000.000^                    |
| ^ Chứng nhận dựa theo doanh số nhập hàng. |             |                               |